# 부틸스코폴라민브롬화물

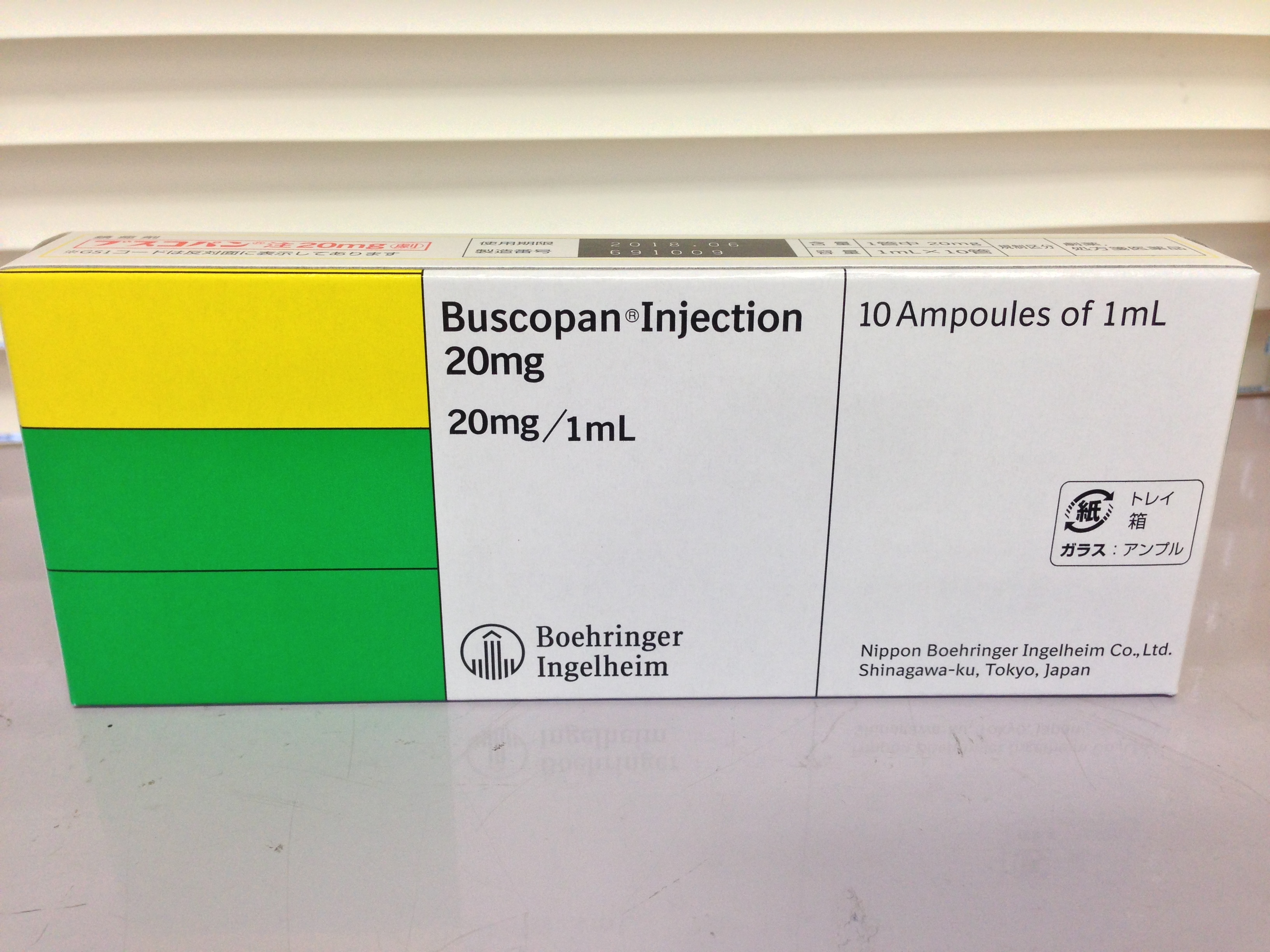
부스코판.

부틸스코폴라민브롬화물(Hyoscine butylbromide, scopolamine butylbromide, 제품명 Buscopan)은 경련이 있는 복통, 식도연축, 신산통, 방광 경련의 치료에 사용되는 약물이다. 말기의료 상황을 개선하기 위해 사용되기도 한다 부틸스코폴라민브롬화물은 구강, 근육 주사, 수액을 통해 적용된다.
의료제도에서 필수적인, 가장 효과적이고 안전한 약물이 기재된 WHO 필수 약물 목록에 등재되어 있다. 미국에서는 구매가 불가능하다.